# Camille Petit
Camille Petit es profesora asociada de química en Imperial College London. Ella diseña y caracteriza materiales funcionales para la sostenibilidad medioambiental.

## Primeros años y educación
Petit completó su maestría en química en la Escuela Nacional Superior de Química de Montpellier en 2007. Obtuvo su doctorado en la Universidad de la Ciudad de Nueva York en 2011, trabajando con Teresa Bandos. Fue galardonada con el premio de tesis Springer Nature en 2012, por su disertación Factores que afectan la eliminación del amoníaco del aire en materiales carbonosos.

## Investigación y carrera
Petit completó investigaciones postdoctorales en el grupo Alissa Park de la Universidad de Columbia. Trabajó en captura de carbono usando materiales híbridos orgánicos de nanopartícula (NOHMs). Sintetiza cadenas de polímeros mediante injerto iónico en poliedros oligoméricos silsesquioxano (TPV). Desarrolló varias técnicas de caracterización para el análisis de su idoneidad para la captura de carbono, incluyendo resonancia magnética nuclear, reflectancia total atenuada, espectroscopía infrarroja transformada de Fourier y calorimetría diferencial de barrido. En 2011 recibió el premio del Grupo Francés de Carbono. En 2013 Petit se unió al Imperial College London, donde dirige el Laboratorio de Materiales Multifuncionales. Aquí trabaja en el desarrollo de nano-coloides, materiales a base de grafeno, nitruro y estructuras metal-orgánico. Ha participado en varias conferencias públicas.

## Honores y premios
2017: Medalla de Plata del Instituto de Materiales, Minerales y Minería.
2017: Instituto Americano de Ingenieros Químicos 35 menor de 35.
2015: Medalla Sir Frederick Warner de la Institución de Ingenieros Químicos.
2007: Premio Mrozowski de la Sociedad Americana del Carbono.